# Kathy Cook
Kathryn Jane "Kathy" Smallwood-Cook (née le 3 mai 1960 à Winchester), est une athlète britannique spécialiste des courses de sprint.
Kathy Cook, née Smallwood, est l'athlète qui a connu le plus de succès dans l'histoire du sprint féminin britannique. Elle a détenu les records nationaux du 100 m, du 200 m, du 400 m et du relais 4 × 100 m.
Le relais 4 × 100 m britannique entre 1978 et 1984 a remporté huit médailles sur la scène internationale. Kathy Cook en était l'un des piliers, courant toujours le deuxième relais, une position qui convenait à son gabarit (1,80 m) pouvant pleinement s'exprimer dans la ligne opposée. Elle a aussi participé au relais 4 × 400 m. Elle est l'épouse de Garry Cook.

## Biographie

### Premières médailles
S'entraînant initialement au Reading Athletic Club, Kathy Smallwood est rapidement sélectionnée en équipe nationale : en 1977, âgée seulement de 17 ans, elle participe aux championnats d'Europe juniors à Donetsk, avec trois médailles de bronze sur 100 et 200 mètres, et sur le relais 4 × 100 m. Ce résultat est typique de ce qu'elle obtiendra par la suite en grande compétition, doublant souvent 100 et 200 mètres (ultérieurement 200 et 400) et participant au relais 4 × 100 m (plus rarement 4 × 400 m).
En 1978 elle dispute les Jeux du Commonwealth ainsi que les championnats d'Europe. À Edmonton elle finit 5e du 200 m et première du 4 × 100 m avec l'équipe d'Angleterre. À Prague elle décroche la médaille d'argent du relais, composé de Bev Callender, Sharon Colyear et Sonia Lannaman, dans le temps de 42 s 72, record du Royaume-Uni.
En 1979, elle profite des Universiades, se déroulant en altitude à Mexico, pour améliorer ses records personnels en 11 s 27 et 22 s 70, terminant deuxième respectivement derrière les coureuses est-allemandes Marlies Göhr et Marita Koch. Sa troisième médaille d'argent est sur le relais 4 × 100 m.

### Des Jeux olympiques aux championnats du monde
En 1980, elle arrive en forme à ses premiers Jeux olympiques à Moscou, décrochant deux places de finaliste au 100 m (où elle réalise un record personnel de 11 s 24 en quarts de finale) et au 200 m. Lors du relais, l'équipe composée de Heather Hunte, Kathy Smallwood, Beverley Goddard-Callender et Sonia Lannaman obtient le bronze en 42 s 43, un record national qui tiendra jusqu'en 2014. Une semaine plus tard, elle efface les 22 s 58 de Sonia Lannaman réalisés en début de saison, pour porter le record national du 200 m à 22 s 31 au meeting de Londres.
En 1981 elle participe à la coupe d'Europe des nations. Trois deuxièmes places récompensent ses efforts, à chaque fois derrière l'Allemagne de l'Est, dont Marlies Göhr au 100 m et Bärbel Wöckel au 200 m. Sa saison est couronnée par une sélection en équipe d'Europe à la coupe du monde des nations. Le 5 septembre à Rome, elle réussit à s'intercaler entre Evelyn Ashford (11 s 02) et Marlies Göhr (11 s 13). En 11 s 10, elle améliore le record national détenu depuis 1975 par Andrea Lynch. Ce record tiendra jusqu'en 2008.
En 1982, deux nouvelles médailles d'argent viennent étoffer son palmarès continental : en 22 s 13 elle abaisse son propre record du 200 m pour finir deuxième derrière Bärbel Wöckel, qui est créditée de 22 s 04 ; en 42 s 66 elle contribue à la deuxième place du relais britannique derrière l'Allemagne de l'Est. De retour à Londres elle s'essaye au 400 mètres. Elle est chronométrée en 50 s 46, un record national. Un mois plus tard, à Brisbane, elle participe aux Jeux du Commonwealth, avec une deuxième place au 200 m derrière Merlene Ottey, et l'or en relais.
En 1983, pour les premiers championnats du monde, elle remporte le bronze sur 200 m, battue par Marita Koch et Merlene Ottey, et l'argent en relais.
Une semaine plus tard, à la coupe d'Europe des nations, elle obtient deux troisièmes places (100 et 200) et une deuxième place (relais).

### L'année 1984
En juin 1984, Kathy Cook remporte deux titres nationaux AAA au 100 et au 200 m. Au mois de juillet, elle réalise un 400 m en 50 s 74. 
Aux Jeux olympiques de Los Angeles elle s'aligne individuellement sur 200 et 400 m. 
La finale du 400 m a lieu le 6 août ; placée au couloir 6 entre les Américaines Chandra Cheeseborough et Valerie Brisco-Hooks, Kathy Cook effectue le départ le plus rapide, rejoignant la première nommée aux 150 m. Elle se fait rattraper par les deux athlètes et termine troisième en 49 s 43, pulvérisant son record de plus d'une seconde. Ce temps ne sera battu par une Britannique qu'en 2013.
Le 9 août, elle termine la finale du 200 m à la quatrième place, échouant à un centième de la médaille de bronze, Merlene Ottey, tandis que Valerie Brisco-Hooks, qui elle aussi est alignée sur les deux distances, réalise le doublé. En 22 s 10, elle réalise le meilleur temps de sa carrière, et ce record national n'est battu qu'en 2015 par Dina Asher-Smith.
Enfin, le 11 août, elle gagne une autre médaille de bronze à l'occasion du relais 4 × 100 m.
Peu après les Jeux, elle s'aligne à Londres sur 300 mètres, une distance rarement courue, avec pour principales adversaires Cheeseborough et Ottey. Créditée du même temps que l'Américaine, 35 s 46, elle est déclarée vainqueur et établit la meilleure performance mondiale de l'épreuve.

### Fin de carrière et reconversion
Après la saison 1984, la meilleure de sa carrière, Kathy Cook continue de participer pendant deux ans à des compétitions internationales, avec en 1986 un total de quatre médailles aux Jeux du Commonwealth à Édimbourg dont une médaille d'argent au relais 4 × 400 m.
Après une dernière participation aux championnats nationaux en 1987, elle prend sa retraite sportive et devient professeur d'éducation physique.
Aucune femme britannique ne l'a égalée depuis. Ses performances sont encore plus significatives depuis la fin du rideau de fer et l'annonce que nombre de ses rivales avaient recours à des produits illicites.

## Palmarès

### Jeux olympiques d'été
- Jeux olympiques d'été de 1980 à Moscou ( Union soviétique)
  - 6e sur 100 m en 11 s 28
  - 5e sur 200 m
  -  Médaille de bronze en relais 4 × 100 m
- Jeux olympiques d'été de 1984 à Los Angeles ( États-Unis)
  - 4e sur 200 m
  -  Médaille de bronze sur 400 m
  -  Médaille de bronze en relais 4 × 100 m

### Championnats du monde d'athlétisme
- Championnats du monde d'athlétisme de 1983 à Helsinki ( Finlande)
  -  Médaille de bronze sur 200 m
  -  Médaille d'argent en relais 4 × 100 m

### Jeux du Commonwealth
- Jeux du Commonwealth de 1978 à Edmonton ( Canada)
  -  Médaille d'or en relais 4 × 100 m
- Jeux du Commonwealth de 1982 à Brisbane ( Australie)
  -  Médaille d'argent sur 200 m
  -  Médaille d'or en relais 4 × 100 m
- Jeux du Commonwealth de 1986 à Édimbourg ( Écosse)
  -  Médaille d'argent sur 200 m
  -  Médaille de bronze sur 400 m
  -  Médaille d'or en relais 4 × 100 m
  -  Médaille d'argent en relais 4 × 400 m

### Championnats d'Europe d'athlétisme
- Championnats d'Europe d'athlétisme de 1978 à Prague ( Tchécoslovaquie)
  -  Médaille d'argent en relais 4 × 100 m
- Championnats d'Europe d'athlétisme de 1982 à Athènes ( Grèce)
  -  Médaille d'argent sur 200 m
  -  Médaille d'argent en relais 4 × 100 m

### Records
| Épreuve | Performance | Lieu        | Date             |
| ------- | ----------- | ----------- | ---------------- |
| 100 m   | 11 s 10     | Rome        | 5 septembre 1981 |
| 200 m   | 22 s 10     | Los Angeles | 9 août 1984      |
| 300 m   | 35 s 46     | Londres     | 18 août 1984     |
| 400 m   | 49 s 43     | Los Angeles | 6 août 1984      |